# Зараколу, Рагып
Рагып Зараколу (тур. Ragıp Zarakolu, род. 1948) — турецкий правозащитник и издатель, который за свою деятельность подвергается юридическому преследованию в Турции.

## Биография
Рагып Зараколу родился в 1948 на острове Бююккада близ Стамбула. В это время его отец, Ремзи Зараколу, являлся губернатором райна на этом острове. Рагып Зараколу вырос и воспитывался вместе с представителями армянского и греческого этнических меньшинств. В 1968 он начал писать для журналов «Ant» и «Yeni Ufuklar».
В 1971 году военной хунтой Зараколу был осуждён по обвинению в тайных сношениях с организацией Amnesty International. Он провёл пять месяцев в тюрьме, прежде чем обвинения были сняты. В 1972 году Рагып Зараколу был осуждён на 2 года за его статью в журнале Ant (обещание, клятва) касательно Хо Ши Мина и войны во Вьетнаме. Он остался в тюрьме Селимие (Стамбул) и был выпущен только в 1974 году, вследствие общей амнистии. После своего освобождения Зараколу отказался от мысли прекратить свою кампанию за свободу мысли, и за стремление к «уважительному отношению к мысле различных народов и культур, широкому распространению знаний о них в Турции».
Издательский дом Belge, созданный в Стамбуле в 1977 году Рагыпом Зараколу и его женой Айшенур, не раз становился жертвой цензуры. Предъявленные обвинения пару раз приводили к лишению свободы для обеих супругов Зараколу, а также оптовым конфискациям и уничтожению книг и наложению крупных штрафов.
В 1979 Рагып Зараколу стал одним из основателей ежедневной газеты «Democrat» и взял на себя новостную колонку о событиях за рубежом. Газету запретили во время военного переворота 12 сентября 1980 года и Рагып Зараколу на короткий срок был заключён в тюрьму в 1982 году в связи со своей позицией, высказываемой в газете «Democrat».
В 1995 году представители одной из «правых» групп забросали офисы издательства Belge зажигательными бомбами, поэтому офисы пришлось перенести в подвальные помещения. После смерти жены в 2002 году, Зараколу продолжал сталкиваться с дальнейшими судебными преследованиями.
В июне 2008 г. Зараколу был признан виновным турецким судом в «оскорблении основ Турецкой республики» за издание книги, посвящённой Геноциду армян.

## Награды
- NOVIB/PEN Free Expression Award in 2003.[3]
- 2008 International Publishers Association Freedom to Publish Prize.